# Cynanthus lawrencei
El colibrí piquiancho de Tres Marías o colibrí pico ancho de Islas Marías (Cynanthus lawrencei) es una especie de ave apodiforme de la familia Trochilidae, perteneciente al género Cynanthus hasta recientemente (2022) considerada una subespecie del colibrí piquiancho (Cynanthus latirostris). Es endémico de las islas Marías, litoral del Pacífico de México.

## Distribución y hábitat
Se encuentra únicamente en las cuatro islas principales de las islas Marías, isla María Madre, isla María Magdalena, isla María Cleofas, e isla Juanito, en el litoral de Nayarit.
El hábitat preferencial de esta especie consiste de bosques caducifolios tropicales estacionalmente secos, de estatura media, con algunos elementos de matorrales espinosos mezclados, un ambiente muy similar a la vegetación no perturbada del continente adyacente; la mayor densidad de nidos fue encontrada en bosques de Caelenodendron mexicanum - Bursera gummifera en la isla María Magdalena.

## Estado de conservación
El colibrí piquiancho de Tres Marías ha sido calificado como casi amenazado por la Caelenodendron (IUCN) debido a su restringida área de reproducción, pero no se conoce que haya sufrido un declinio de la población, estimada entre 1000 y 2500 individuos maduros, o de su hábitat, a pesar de que la introducción de cabras (Capra hircus), gatos (Felis catus) y ratos (Rattus sp.) representan un riesgo.

## Sistemática

### Descripción original
La especie C. lawrencei fue descrita por primera vez por el ornitólogo alemán Hans von Berlepsch en 1887 bajo el nombre científico Iache lawrencei; su localidad tipo es: «Islas Tres Marías, México».

### Etimología
El nombre genérico masculino «Cynanthus» se compone de las palabras del griego «kuanos» que significa ‘azul oscuro’, y «anthos» que significa ‘flor’; y el nombre de la especie «lawrencei», conmemora al ornitólogo estadounidense George Newbold Lawrence (1806–1895)

### Taxonomía
La presente especie fue tradicionalmente considerada una subespecie de Cynanthus latirostris, así como también el piquiancho de Guerrero (Cynanthus doubledayi). Esta última fue elevada a especie plena en 2021 con base en evidencias genéticas. La presente también fue elevada a especie plena en 2022 con base en las diferencias de plumaje, comparables a las diferencias de otras especies en el género, confirmado por las evidencias genéticas, que demostraron que las especies han divergido entre 1,32 y 3,03 millones de años atrás. Es monotípica.
La separación fue reconocida por el Comité de Clasificación de Norte y Mesoamérica (N&MACC) en la Propuesta 2022-A-20b, y seguida por las principales clasificaciones.